# Nowy Kromolin
Nowy Kromolin est une localité polonaise de la gmina de Szadek, située dans le powiat de Zduńska Wola en voïvodie de Łódź.